# ポスト構造主義
ポスト構造主義（ポストこうぞうしゅぎ、英語: Post-structuralism）は、1960年後半から1970年後半頃までにフランスで誕生した思想運動の総称である。アメリカの学会で付けられた名称であり当時のフランスではあまり用いられなかった。
「反」構造主義ではなく文字通り「post（〜の後に）構造主義」と解釈すべきであるが、明確な定義や体系を示した論文は未だ存在していない。ただしポスト構造主義者たちのアプローチは隠喩、主題、合理性といった古典的な概念に対する批判において一致しており、全体主義､父権主義、差別主義、自民族中心主義、啓蒙思想などを否定している。構造主義、ポストモダンとそれぞれ関係があり、現象学の影響を受けている。このため批評家のコリン・デイヴィスは「ポスト構造主義者でなく厳密にはポスト現象学者と言うべきである」と主張している。
代表的な思想家はミシェル・フーコー、ジャック・デリダ、ジャン＝フランソワ・リオタール、フリードリヒ・キットラー、ペーター・スローターダイクなど。もっともこれらの思想家で自らをポスト構造主義者と規定した者はいない。

## 概要
記号学で示されるように言語は万能でなく万人に受け入れられているシニフィアンを再利用するときに限り意思疎通が可能である。すると言語の構造を破綻させることで言語から成り立っているイデオロギーは意味をなくす。ポスト構造主義は政治的な問題、宗教上の神、物語のストーリーなどの、形而上学的な存在が保証されない前提の信念体系について、言語に従属しているというだけで超越的シニフィエの資格を失わせることができる。
自己の信念や観念を強く主張する場合に、それと反対の概念が絶対に意見に含まれないと言い切ることはできない。言語を用いている限り、正命題は反命題があることだけによって成り立たなくなるとは言えない。たとえば「彼女は仕事において性別で差別された」という主張に対して「主語（彼女）の中に男女という二項対立が含まれていることから貴方の発言は男女差別だ」ということも可能である。
形而上学に基づいた批評は、相手の論理の弱点を探し、相手の主張と矛盾する点を突きつけることであったが、ポスト構造主義者は主体を脱構築することで、深刻な問題に対して問題以外のことが問題を構成しており、その問題には客観性がなく意味決定不可能として、解決の提示をする必要もない。シニフィエの定義を論じようと試みても言葉を用いる限り最終的には言葉の定義の議論にしかならない。シニフィアンとシニフィエはバラバラであり純粋な意味や絶対的な主張は存在し得ない。しかしながら我々は日々、膨大な意味を共有し、会話し、物を書いている。ポスト構造主義は、意味や言葉がマスコミや権力者の物ではなく常に一時的なものであり、よりよい物に代替するための進化の一形態であるにすぎず、それは我々個人が作り変えることのできるものである、ということを教えてくれる。

## 成り立ち
1966年、ストラスブール大学に端を発した学生運動はフランス全土に拡大していった。そして1968年5月、労働人口の3分の2が一斉にストライキを起こしてフランス政府は体制が崩壊する寸前まで追い込まれた。しかし労働者の側にあるはずのフランス共産党 (PCF) がストライキを押さえ込んだことから民衆による反体制運動は分裂ののち収束。保守勢力は野党勢力を分断して、総選挙の後は以前よりも体制を確固たるものとした。この五月革命と呼ばれる熱狂的な政治事件の終結が、フランス知識人の正統派マルクス主義への幻滅を後押しした。デリダのテキストは、このような状況下で書かれた政治的実践であり、ポスト構造主義はマルクス主義が政治的に完全に終わったものとの立場から始まっている。
また構造主義は、人間やイデオロギーを細分化し客観的で普遍な構造を追求していたが、人間が絶対的な構造に支配されているという絶望感により政治や社会への参画に冷ややかであると考えられていたため目の前の現実に対処する力を持たなかった。デリダによると人間が言葉（ロゴス）によって世界の全てを構造化できるという構造主義の発想も西欧形而上学から抜け出せておらず、構造主義によって形而上学を解体しようという試みもまた形而上学にすぎないと指摘した。そこでデリダは脱構築を行い階層的な二項対立を批評する。

## 文芸評論
ポスト構造主義はそれまでの理想的な読者のモデルを否定する。優れた読者であれば、あらゆる社会的な拘束から自由であり、純粋に客観的な視点で作者の意図を汲み取ることができるとされてきた。しかし記号学によると文学的テキストであっても、それはシニフィアンの集合に過ぎず、作者は表現したいことの意味を主張することができない。作者の意図は作者自身でさえ決定不可能であって、文学テキストに唯一の目的、唯一の意味、または唯一の存在があるという考えは拒絶される。バルトは、どんなテキストにも複数の意味があり、作者は作品の意味を決定する起源でなく、たまたま物を書いている人間以上ではあり得ないとした。代わりにすべての読者が特定のテキストのために新しい個々の目的、意味、および存在を創造する。
作品の想像上の意味や概念はシニフィアンを繰り返し述べることにより差延によってしか表現できない。ポスト構造主義時代の文芸評論（批評）では、いわゆる行間を読んではならず、書かれたものだけからテクストを見なければならない。よりテキストの理解が深まるだろうとして作者の生い立ちや雑文、あとがき、日記など、テクスト以外のものを読んではならない。バルトは「作者の死」を主張した。その代償によりテクストの意味の起源として「読者の誕生」が起こる。しかしこの「読者」は独立した個々の私個人を指すものではなく、批評で読者の主観を主張しあえと言っているのでは決してない。評論には読者がテクストから得た視点、姿勢、心情などを含めてはならない。現代的な作品の批評では、形而上学的記述と二項対立を廃し、テクストそれ自身の良い悪いという評価をしてはならない。

## ポストモダンとの違い
リオタールが『ポストモダンの条件』 (1984) を記した前後からポスト構造主義をポストモダンと呼ぶようになる。しかし内容を見てもポスト構造主義との大きな違いはない。ポストモダンがポスト構造主義と異なった論文であるという特定はいまだにできずにおり、ポスト構造主義者あるいはポストモダニストという名称は他者（あるいは本人）がそのように呼んでいるということにすぎない。